# Justizvollzugsanstalt Dresden
Die Justizvollzugsanstalt Dresden ist eine Justizvollzugsanstalt (JVA) auf einem elf Hektar großen ehemaligen Kasernengelände im Dresdner Stadtteil Albertstadt.
Die JVA hat eine Belegungskapazität von 805 Gefangenen, die von 365 Bediensteten betreut und behandelt werden können.
Leiterin der Justizvollzugsanstalt ist Leitende Regierungsdirektorin Rebecca Stange.

## Bau und Umzug
1996 wurde mit der Räumung und dem Abbruch des vorgesehenen Baustellengeländes, auf dem unter anderem 14 Altgebäude standen, begonnen.
Nach einer dreieinhalbjährigen Planungs- und Bauzeit wurde am 2. Mai 2000 die Justizvollzugsanstalt fertiggestellt. Unmittelbar danach begannen die Einrichtungsarbeiten durch Gefangene und Bedienstete. Zu dieser Zeit war die JVA Dresden die modernste Sachsens.
Am 16. September 2000 erfolgte der etwa zehnstündige Umzug der knapp 300 Gefangenen von der Schießgasse in Dresden in die neue Anstalt. 
Im März 2001 war die Anstalt durch die Übernahme von Gefangenen aus anderen sächsischen Anstalten voll belegt.

### Baukosten
Die Neubau-Gesamtkosten der JVA betrugen etwa 73 Millionen Euro, was etwa 90.000 Euro pro Haftplatz ausmachte.

## Aufgabe
Die JVA Dresden ist laut Vollstreckungsplan Sachsens zuständig für die Untersuchungshaft von männlichen Jugendlichen und Heranwachsenden und männlichen Erwachsenen.
Die JVA vollstreckt ebenfalls Ersatzfreiheitsstrafen und Freiheitsstrafen für Männer (bis zur lebenslangen Freiheitsstrafe) der zuständigen Gerichtsbezirke. 
Seit dem 1. Januar 2013 ist die Anstalt ausschließlich für männliche Gefangene zuständig. Für Frauen ist die Justizvollzugsanstalt Chemnitz vorgesehen.

## Einrichtungen
In der JVA Dresden gibt es
- die Hafthäuser A, B, C
- sechs Abteilungen in diesen Hafthäusern mit männlichen erwachsenen Straf- und Untersuchungsgefangenen, männlichen jugendlichen und heranwachsenden Untersuchungsgefangenen
- eine Abteilung mit Zugangsstation und der Unterbringung von männlichen erwachsenen Strafgefangenen mit Kurzstrafen
- eine Abteilung mit offenem Vollzug für männliche erwachsene Strafgefangene und dem Jugendarrest

### Stationen
Die JVA Dresden hat je eine Station mit männlichen Untersuchungsgefangenen, welche erstinhaftiert sind, und eine Station mit männlichen Strafgefangenen, welche zum ersten Mal eine Freiheitsstrafe verbüßen. Ziel dieser Trennung von Mehrfachinhaftierten ist, einer weiteren kriminellen Ausprägung gegenzuwirken.
Eine Station ist für männliche Strafgefangene vorgesehen, die familienorientiert sind. Das heißt, dass dieser Wohngruppe Strafgefangene zugeteilt werden können, die verheiratet sind oder in einer eheähnlichen Gemeinschaft leben und mindestens ein Kind haben. Ziel ist, die familiären Bindungen zu stützen, die von der Haft des Vaters belastet sind.
Es ist auch eine Station Therapievorbereitende Wohngruppe für männliche Strafgefangene eingerichtet. Auf dieser Station gibt es Angebote für Drogenabhängige, sich durch verschiedene Angebote, insbesondere Gruppengespräche, auf eine stationäre Therapie nach der Haft vorzubereiten.

### Arbeitsbetriebe
In der JVA Dresden gibt es acht Eigenbetriebe, sieben Wirtschaftsbetriebe und sechs Unternehmen, die Produkte durch Gefangene fertigen lassen.

#### Eigenbetriebe
- Arbeitstherapie: In diesem Bereich werden Gefangene aufgrund ihrer psychischen und physischen Besonderheiten mit einfachen Tätigkeiten konfrontiert, wie zum Beispiel mit Malen, Zeichnen, Basteln, Korbflechten oder Papierschöpfen.
- Bäckerei: In der JVA-eigenen Bäckerei können 15 Gefangene die komplette Palette an Brot- und Backwaren, Fettbackerzeugnissen bis hin zu Feingebäck herstellen bzw. die Herstellung erlernen.
- Garten- und Landschaftsbau
- Kfz-Werkstatt
- Polsterei
- Pulverbeschichtung
- Schlosserei
- Tischlerei

#### Wirtschaftsbetriebe
- Bücherei
- Hauswerkstatt
- Küche
- Mülltrennung
- Wäscherei
- Zentrallager

## Umzäunung und Sicherung
Die JVA ist von einer sechs Meter (im Eingangsbereich neun Meter) hohen und 1.200 Meter langen Mauer umschlossen. 